# Eichendorff (Adelsgeschlecht)

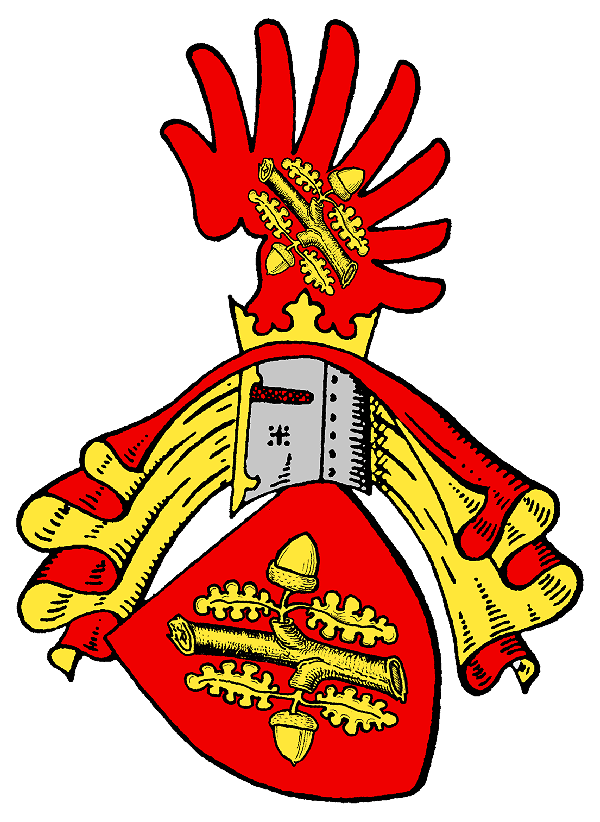
Wappen derer von Eichendorff

Eichendorff ist der Name eines alten Adelsgeschlechts aus dem Erzbistum Magdeburg.

## Geschichte
Das Geschlecht erscheint erstmals im Jahre 1237 mit Conradus de Eikendorp urkundlich. Es hatte seinen Stammsitz zu Eickendorf bei Calbe im Erzstift Magdeburg. Dort war es noch bis zur Mitte des 15. Jahrhunderts ansässig.
Schon im 14. Jahrhundert gelangte ein Zweig in die Mark Brandenburg und erlangte im Laufe der Zeit im Barnim, Lebus und Zerbow reichen Grundbesitz. Während es im Magdeburgischen im 16. Jahrhundert und im Brandenburgischen im 17. Jahrhundert bereits wieder erlosch, hat das Geschlecht in Schlesien und Mähren weitergeblüht.

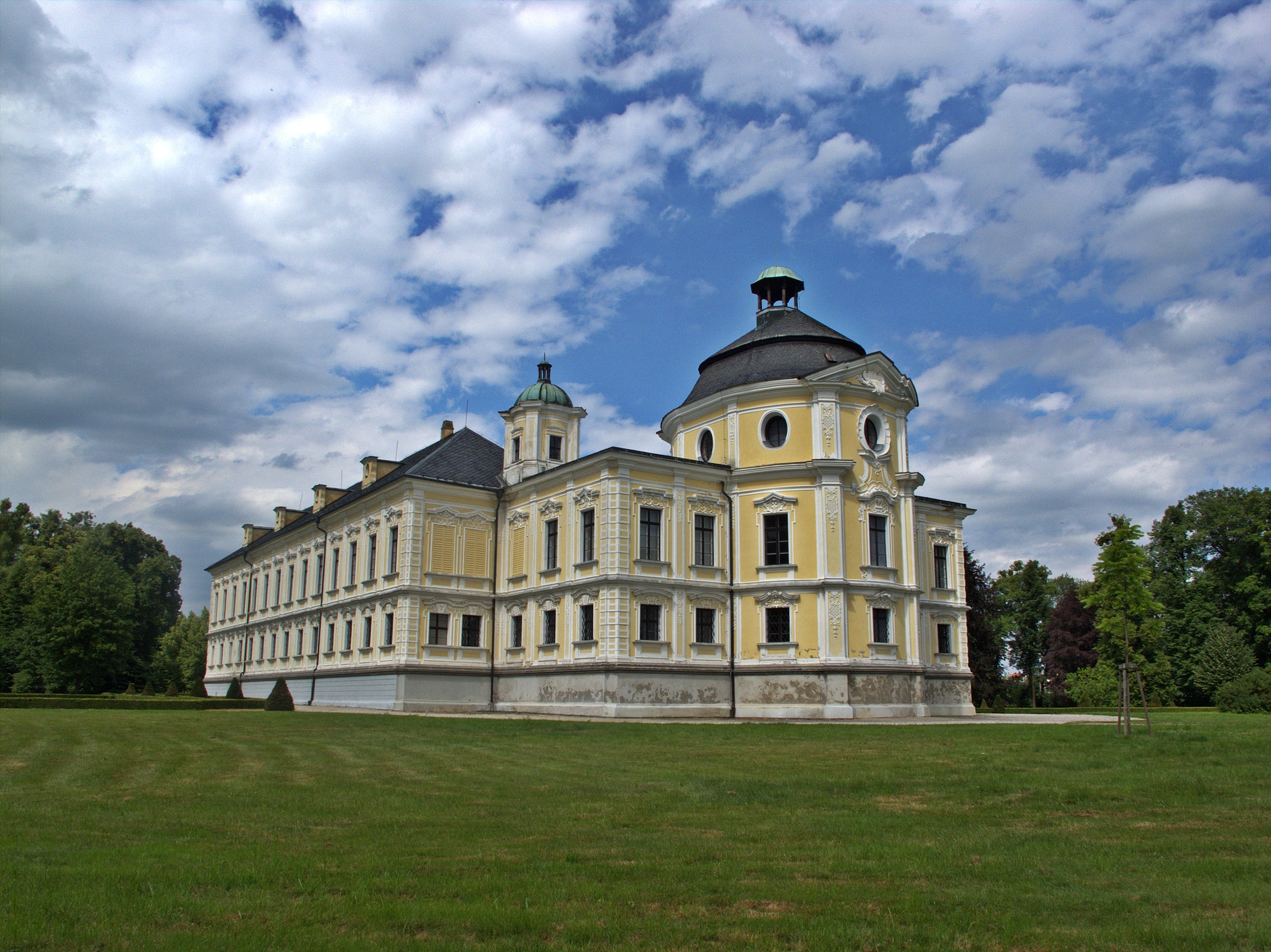
Schloss Deutsch Krawarn bei Troppau (Schlesien)

In Schlesien gelangte 1634 bis 1782 Deutsch Krawarn bei Troppau in den Besitz der Familie und das Schloss Deutsch Krawarn wurde für lange Jahre der Stammsitz. Den heute noch existierenden Barockbau ließ Johann Rudolf Freiherr von Eichendorff in den Jahren 1721 bis 1728 errichten. Nach 155 Jahren verkaufte Adolph Freiherr von Eichendorff den Besitz Deutsch Krawarn 1782 an den Oberhofmarschall Anton Graf Schaffgotsch; 1783 erwarb er vom Major Karl Wenzel von Kloch, der 1784 sein Schwiegervater wurde, das Gut Radoschau und 1785 von seiner Schwiegermutter für 41.000 Taler das Gut Lubowitz, das sie im Jahr 1765 im „verwüsteten Zustand“ gekauft hatte. Auf Schloss Lubowitz wurde 1788 sein Sohn Joseph Freiherr von Eichendorff (1788–1857) geboren, der romantische Dichterjurist, Schriftsteller, Regierungsrat und bedeutendste Vertreter der Familie. Von ihm stammten alle weiteren Freiherren von Eichendorff ab.
Im Jahr 1655 erwarb Hartwig Erdmann von Eichendorff das Gut Sedlnitz in Mähren, nachdem seine Familie während des Dreißigjährigen Krieges in Mähren ansässig geworden war. Sedlnitz blieb bis ins 19. Jahrhundert im Besitz der Eichendorff, der Dichter Joseph war Mitbesitzer. 1657 wurden Angehörige der Familie in den mährischen alten Ritterstand aufgenommen und 1679 in den Freiherrenstand erhoben.
Das Geschlecht ist in männlicher Linie mit Rudolf Hartwig von Eichendorff am 4. Januar 1964, in weiblicher mit Elisabeth von Eichendorff am 13. September 1976 erloschen. Georg Graf Strachwitz von Groß-Zauche und Camminetz (* 1940) führt, bestätigt durch einen Beschluss des Deutschen Adelsrechtsausschusses, mit seiner Familie die Namensform Freiherr von Eichendorff Graf Strachwitz von Groß-Zauche und Camminetz. Er ist der jüngste Sohn von Oskar Graf Strachwitz (1889–1951) und Elisabeth Freiin von Eichendorff (1896–1976), Urenkelin des Dichters Joseph von Eichendorff, deren kinderloser Bruder Rudolf Hartwig von Eichendorff ihn adoptierte, um den Namen Eichendorff in der Familie zu erhalten. Sein Großvater war Hartwig von Eichendorff (1860–1944).

## Wappen
Das redende Wappen zeigt in Rot einen schrägrechten goldenen Eichenast, mit zwei goldenen Eichenblättern und einer goldenen Eichel oben und unten. Auf dem Helm ein geschlossener roter Flug mit der Schildfigur auf dem Flügel. Die Helmdecke ist rot-golden.

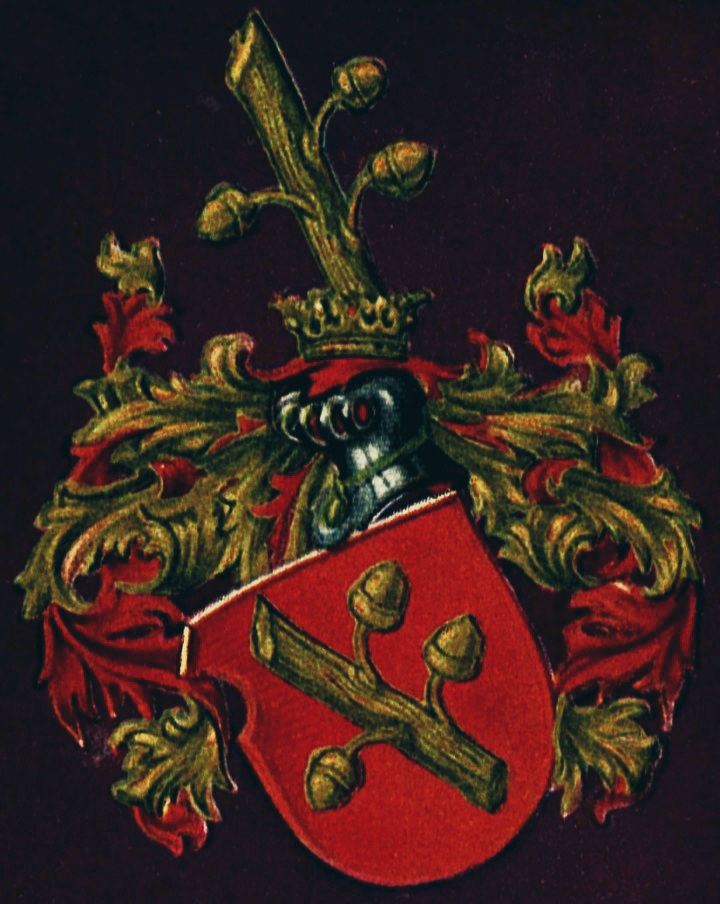
Wappenvariante nur mit Eichenast als Helmzier

Es gibt auch Darstellungen mit gekröntem Helm und ohne Flug und rechtsgeneigtem Ast, wie dieser im Schild gezeigt wird (mit zwei Eicheln oben und einer unten, ohne Blätter).

## Namensträger

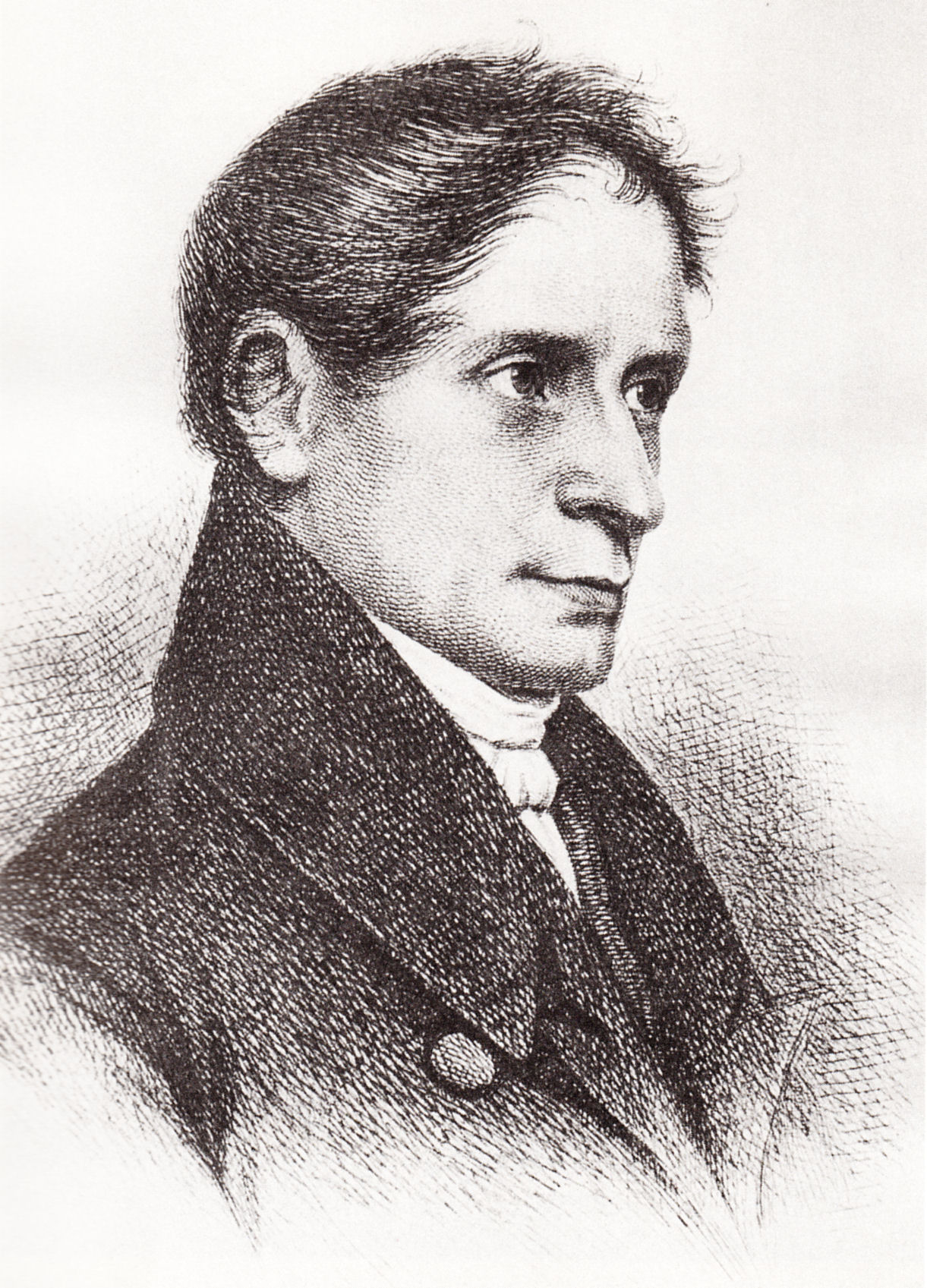
Joseph von Eichendorff (1788–1857), von Franz Kugler (1832)

- Aloysia von Eichendorff (1792–1855), Ehefrau des Joseph von Eichendorffs
- Hartwig Erdmann von Eichendorff (~1625–1683), Landeshauptmann, kaiserlicher und königlicher Rat in Oberschlesien
- Hartwig von Eichendorff (1860–1944), preußischer Generalleutnant, Enkel des Joseph von Eichendorffs
- Hermann von Eichendorff (1815–1900), Verwaltungsjurist, Biograph, Herausgeber sowie preußischer Regierungsrat
- Johann Friedrich von Eichendorff (1760–1815), preußischer Kammerherr und Bergbauunternehmer
- Johanna von Eichendorff (1726–1798), Großmutter väterlicherseits der Dichter Wilhelm und Joseph von Eichendorff
- Joseph von Eichendorff (1788–1857), deutscher Dichterjurist, bedeutender Vertreter der deutschen Spätromantik
- Karl von Eichendorff (1863–1934), preußischer Oberstleutnant, Enkel des Joseph von Eichendorffs
- Luise von Eichendorff (1804–1883), Schwester der Dichterjuristen Joseph und Wilhelm von Eichendorff
- Placida von Eichendorff Geburtsname: Hedwig Clara Maria Franziska Freiin von Eichendorff (1860–1921), Ordensschwester (Benediktinerinnen) und Äbtissin des Klosters Frauenchiemsee
- Wilhelm von Eichendorff (1786–1849), deutscher Dichterjurist sowie österreichischer (k.k.) Staatsbeamter